# Zosterops lateralis
El anteojitos dorsigrís (Zosterops lateralis) es una especie de ave paseriforme de la familia Zosteropidae nativa de Australia,  Nueva Zelanda y las islas del suroeste del Pacífico, como Lord Howe, Nueva Caledonia, las islas de la Lealtad, Vanuatu y Fiyi.
Es una pequeña ave que mide unos 12 cm.

## Taxonomía
Tiene numerosas subespecies
- Z. l. chlorocephalus
- Z. l. chloronotus
- Z. l. cornwalli
- Z. l. familiaris
- Z. l. flaviceps
- Z. l. gouldi Se encuentra en Australia occidental.
- Z. l. griseonotus
- Z. l. halmaturinus Se encuentra en Australia occidental, se le distingue por espalda negra y flancos marrones.
- Z. l. lateralis Se encuentra en Australia oriental, se le distingue por el pecho gris.
- Z. l. macmillani
- Z. l. melanops
- Z. l. nigrescens
- Z. l. ochrochrous
- Z. l. pinarochrous
- Z. l. ramsayi
- Z. l. tropicus
- Z. l. tephropleurus Es más grande y con un pico más largo; se la considera un ave amenazada en la Isla de Lord Howe[3]
- Z. l. valuensis
- Z. l. vatensis
- Z. l. vegetus
- Z. l. westernensis

## Comportamiento
Crían en primavera y comienzos del verano austral (entre septiembre y diciembre). Su nido es un pequeño cuenco de hierba, musgo, pelo, telas de araña y pelusas; colocado en algún pequeño árbol o matorral. Ponen de 2 a 4 huevos, de color azul pálido. Pueden tener dos nidadas durante la temporada de cría. 
En Australia, una vez que los jóvenes ya han comenzado a volar por su cuenta, estas aves, se reúnen en grupos y migran al norte a finales del verano.
Son omnívoros, aunque tienen preferencia por la fruta. Algunos viticultores y floricultores los consideran una plaga.

## Curiosidades
El pájaro de anteojos fue visto por primera vez en Nueva Zelanda en 1832 recibiendo de los maoríes el nombre de Tauhou ("pequeño extraño"). Llegó en grandes números en 1856, se supone que fue un bando migratorio desviado por una tormenta. En Nueva Zelanda se le considera una especie nativa dado que no fue artificialmente introducido y está protegido.